# Mohamed en-Neni
Mohamed Nászer esz-Szajed en-Neni (Arabul: محمد ناصر السيد الننى, a nemzetközi sajtóban angolosan Mohamed Elneny) (al-Mahallah al-Kubrá, 1992. július 11. –) egyiptomi labdarúgó, az el-Dzsazíra játékosa.
2011-től a svájci élvonalban szereplő FC Basel középpályása volt. 2016 januárjában az Arsenal szerződtette, nyolc évvel később hagyta el a csapatot. Az egyiptomi U23-as csapattal részt vett a 2012. évi nyári olimpiai játékokon.

## Sikerei, díjai

### Klubcsapattal
Basel
- Svájci bajnok (4) : 2012–13, 2013–14, 2014–15, 2015–16
- Uhrencup : 2013

 Arsenal FC
- FA kupa : 2016–17
- Angol szuperkupa (2) : 2017, 2020
- Emirates-kupa : 2022

Egyéni
- Afrikai Nemzetek Kupája – A torna csapata: 2021